# Bataille de Gueltat Zemmour (mars 1981)
Pour les articles homonymes, voir Bataille de Gueltat Zemmour.
Guerre du Sahara occidental, Sahara occidental
Batailles
La bataille de Gueltat Zemmour a lieu du 22 au 27 mars 1981 entre les troupes du Front Polisario et l'armée marocaine à Gueltat Zemmour, dans le Sahara occidental revendiqué par les deux belligérants.

## Déroulement

### Prise de la ville le 25
La garnison se retire mais l'aviation marocaine couvre son repli.

## Bilan et conséquences
Le Polisario annonce 310 soldats marocains tués, 400 blessés et 6 prisonniers tandis que le Maroc reconnait 36 tués et 4 blessés et déclare que 300 rebelles ont été tués,.
Les deux camps revendiquent la victoire,.

### Sources bibliographiques
1. 1 2  Dean, p. 46.
2. ↑  Vergniot, p. 344.
3. ↑  Merini, p. 461.
4. ↑  Merini, p. 462.